# Pelagomacellicephala iliffei
Pelagomacellicephala iliffei är en ringmaskart som beskrevs av Pettibone 1985. Pelagomacellicephala iliffei ingår i släktet Pelagomacellicephala och familjen Polynoidae. Inga underarter finns listade i Catalogue of Life.